# سطح آزاد

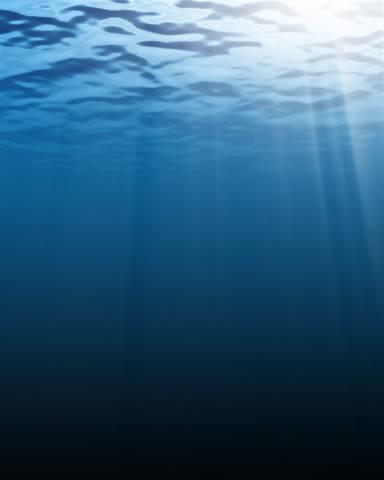
سطح آزاد یک دریا از نمای داخلی

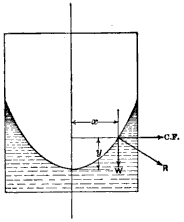
سطح آزاد مایعی که در یک لوله چرخان قرار دارد به صورت یک سهمی‌وار است

در فیزیک، سطح آزاد، سطح جسمی است که نه در معرض تنش نرمال قرار دارد و نه تنش برشی
مثل مرز بین دو مایع همگن 

## منبع
1. ↑  "Glossary: Free Surface", Vishay Measurements Group (به انگلیسی) (Interactive Guide ed.) Retrieved on 2007-12-02.
2. ↑  Free surface. McGraw-Hill Dictionary of Scientific and Technical Terms. McGraw-Hill Companies, Inc., 2003. انسرز. Retrieved on 2007-12-02.